# Windsor, South Carolina
Windsor är en kommun (town) i Aiken County i South Carolina. Vid 2010 års folkräkning hade Windsor 121 invånare.